# Costus lateriflorus
Costus lateriflorus är en enhjärtbladig växtart som beskrevs av John Gilbert Baker. Costus lateriflorus ingår i släktet Costus och familjen Costaceae. Inga underarter finns listade.